# Āmangal
Āmangal är en ort i Indien.   Den ligger i distriktet Mahbūbnagar och delstaten Telangana, i den centrala delen av landet, 1 300 km söder om huvudstaden New Delhi. Āmangal ligger 522 meter över havet och antalet invånare är 18 000.
Terrängen runt Āmangal är platt. Runt Āmangal är det ganska tätbefolkat, med 129 invånare per kvadratkilometer. Det finns inga andra samhällen i närheten. Trakten runt Āmangal består till största delen av jordbruksmark.